# Alīna Ļebedeva
Alīna Ļebedeva (nacida en 1984 o 1985) es una mujer letona de etnia rusa conocida por abofetear al príncipe Carlos de Gales con tres flores rojas en 2001 a la edad de 16 años. En otras acciones, supuestamente incendió una puerta del Ministerio de Educación de Letonia y fue arrestada por una protesta política en Moscú.

## Incidente del príncipe Carlos
En noviembre de 2001, Carlos, príncipe de Gales, realizó una visita oficial a Letonia. Lebedeva, una letona de etnia rusa que creció en Daugavpils, Letonia, que entonces tenía 16 años, se acercó a Carlos mientras saludaba a la gente en el Monumento a la Libertad en Riga y lo golpeó con tres claveles rojos. El incidente fue reportado por los principales medios de comunicación internacionales. Lebedeva fue arrestada de inmediato y llevada al Departamento de Seguridad Nacional. Ella fue registrada, interrogada y acusada bajo el estatuto 87 del código penal letón, que conllevaba una pena máxima de 15 años de prisión. Después de tres días, fue liberada del centro de detención y tuvo que presentarse todos los días a la estación de policía de Daugavpils hasta que el caso llegara a juicio. Lebedeva tuvo la intención de actuar como una protesta contra la muerte de civiles durante la guerra en Afganistán, pero olvidó decir algo hasta que la metieron en un automóvil policial. Más tarde le dijo a The Guardian: «No tengo idea de cuáles son sus puntos de vista sobre la guerra. Lo vi solo como un representante de Gran Bretaña».
El príncipe Carlos estaba en una gira de cinco días por los estados bálticos y en privado admitió que el incidente «me había asustado mucho». Sin embargo, hizo un pedido de clemencia y se redujo el cargo de agredir a un dignatario extranjero a vandalismo, que conllevaba una pena máxima de prisión de dos años. La presidenta letona, Vaira Vīķe-Freiberga, y el profesor de inglés de Lebedeva ya se habían disculpado con el príncipe. Finalmente, el cargo se redujo nuevamente; Lebedeva fue sentenciada a medidas educativas no especificadas y puesta bajo la supervisión de su madre por un año. Si Lebedeva se hubiera involucrado en actividades delictivas o vandalismo, su madre habría sido llevada a juicio. Lebedeva posteriormente ganó el apodo de Neļķu Alīna («Alina Clavel» en letón).

## Vida posterior
Lebedeva regresó a las noticias de Letonia en 2004, cuando fue arrestada por supuestamente incendiar una puerta del Ministerio de Educación. Lebedova, de 18 años, y un hombre de 23 años fueron arrestados en Daugavpils. No fue acusada, pero un juez ordenó que fuera detenida durante una semana mientras se investigaba el delito. El ataque incendiario supuestamente estuvo relacionado con una protesta de nazbols (miembros del Partido Nacional Bolchevique) contra una nueva ley que exige que todas las escuelas enseñen principalmente en letón.
BBC News informó más tarde en 2004 que Lebedeva estaba entre los activistas del Partido Nacional Bolchevique arrestados después de una acción en la que invadieron las oficinas presidenciales rusas en Moscú y colgaron una pancarta que decía «Vete Putin». Lebedeva fue luego encarcelada por dos años.
Lebedeva se presentó a las elecciones para ser diputada al Parlamento Europeo por el partido de la Patria en 2009. Era la segunda persona en la lista electoral del partido de la Patria, después del líder del partido Juris Žuravļovs. Lebedeva luego renunció a la política y regresó a sus estudios. Para 2012, había obtenido una licenciatura en pedagogía social y se estaba preparando para una maestría.